# Zee van Azov
De Zee van Azov (Russisch: Азо́вское мо́ре, Azovskoje more; Oekraïens: Озівське of Азо́вське мо́ре, Ozivs'ke of Azovs'ke more; Krimtataars: Azaq deñizi) is een noordelijke randzee van de Zwarte Zee, met de Straat van Kertsj als verbinding. Deze zeestraat is sinds de annexatie van de Krim in 2014 in de handen van Rusland.

## Bekken en geografie
Met een oppervlakte van 37 555 km² is het een relatief kleine zee, tien keer kleiner dan de Zwarte Zee. Ook is het met een maximum diepte van slechts 14 meter de ondiepste zee ter wereld. De inhoud is ongeveer 256 kubieke kilometer water. In de winter kan de zee dichtvriezen, zodat ijsbrekers nodig zijn voor de scheepvaart.
Zuidwestelijk bevindt zich de Krim, inclusief de kust van de 110 kilometer lange Schoorwal van Arabat. Noordelijk ligt Oekraïens grondgebied, oostelijk ligt Rusland.

## Water
De voornaamste waterleverancier is de rivier de Don, die de zee in het noordoosten bereikt via de zeer ondiepe Golf van Taganrog. Bij de delta van de Don ligt ook de stad Azov, waarnaar de zee is genoemd. Een andere belangrijke rivier is de Koeban in het zuidoosten. Anno 1976 voedden de rivieren de zee met ongeveer 50 kubieke kilometer zoet water op jaarbasis. Ondanks de significante instroom van zoet water was de saliniteit in het midden nog iets meer dan 10 promille. De belangrijkste open verbinding ligt in het zuiden naar de Zwarte Zee. Via de Straat van Kertsj stroomt het water de Zwarte Zee in, maar er is tevens een zeer grote tegenstroom van zout water waardoor de zee zout blijft.
Het water is troebel door de geringe diepte, de zanderige bodem en de stroming. De zee heeft een hoge biomassaproductie, mede door de voedingsstoffen die door de rivieren worden aangevoerd.

## Stroming en schoorwallen
In de zee is een duidelijke, tegen de klok in gaande stroming waarneembaar als gevolg van de instroom van de rivieren en de heersende wind. Door deze constante stroom zijn er langs de kust diverse schoorwallen gevormd, waarvan die van Arabat aan de westkust het grootste is. Erachter ligt de Syvasj, een brakke en moerassige lagune, die via de Straat van Henitsjesk nog in verbinding staat met de Zee van Azov. Deze schoorwal is op natuurlijke wijze ontstaan door sedimentatie in de 12e eeuw. In 1835 werd er een weg over gelegd voor postkoetsen.
Tussen het schiereiland Kertsj in het zuiden tot tegenover Henitsjesk in het noorden ligt de schoorwal Tuij.

## Namen
In de oudheid werd de zee Lacus Maeotis genoemd, naar de stammen der Maeotae die aan haar oostkust woonden.

## Nabijgelegen plaatsen en rivieren
Plaatsen rond de zee van Azov zijn:
- Berdjansk (Oekraïne, geannexeerd door Rusland in 2022)
- Marioepol (Oekraïne, geannexeerd door Rusland in 2022)
- Novoazovsk (Oekraïne, geannexeerd door Rusland in 2022)
- Taganrog (Rusland)
- Azov (Rusland)
- Jejsk (Rusland)
- Primorsko-Achtarsk (Rusland)
- Temrjoek (Rusland)
- Kertsj (Oekraïne, geannexeerd door Rusland in 2022)
- Sjelkino (Oekraïne, geannexeerd door Rusland in 2022)
- Henitsjesk (Oekraïne, geannexeerd door Rusland in 2022)

Rivieren die in de zee van Azov uitmonden:
- Don
- Kagalnik
- Kalmioes
- Koeban
- Jeja
- Mius
- Molotsjna
- Salgir